# Pallacanestro Vigarano 2015-2016
Questa voce raccoglie le informazioni riguardanti la Pallacanestro Vigarano nelle competizioni ufficiali della stagione 2015-2016.

## Stagione
La stagione 2015-2016 della Pallacanestro Vigarano, sponsorizzata Meccanica Nova (con Zeus Sport come sponsor tecnico), è la seconda che disputa in Serie A1 femminile.
Cambio ai vertici societari: nuovo presidente, in sostituzione di Elena Malanchini, è Marco Gavioli. Cambia anche la guida tecnica: capo allenatore è Marco Savini.

## Verdetti stagionali
Competizioni nazionali
- Serie A1:

stagione regolare: 11º posto su 14 squadre (9-17);
play-off: primo turno perso contro Parma (complessivo: 143-161).

## Rosa
|    | Naz.                   | Ruolo | Sportivo            | Anno | Alt. |  |             |
| -- | ---------------------- | ----- | ------------------- | ---- | ---- |  | ----------- |
| 4  | Italia (bandiera)      | P     | Sofia Vespignani    | 1996 | 167  |  |             |
| 5  | Italia (bandiera)      | G     | Martina Capoferri   | 1991 | 175  |  |             |
| 6  | Italia (bandiera)      | A     | Silvia Ciarciaglini | 1996 | 170  |  |             |
| 7  | Italia (bandiera)      | AC    | Giuditta Nicolodi   | 1995 | 185  |  |             |
| 8  | Italia (bandiera)      | AC    | Federica Tognalini  | 1991 | 182  |  |             |
| 9  | Italia (bandiera)      | A     | Sara Crudo          | 1995 | 184  |  |             |
| 10 | Italia (bandiera)      | G     | Francesca Rivaroli  | 1998 | 165  |  |             |
| 11 | Stati Uniti (bandiera) | P     | Rae Lin D'Alie      | 1987 | 168  |  | (vice cap.) |
| 13 | Italia (bandiera)      | A     | Irene Cigliani      | 1992 | 177  |  |             |
| 15 | Italia (bandiera)      | AC    | Jomanda Rosier      | 1989 | 182  |  |             |
| 18 | Italia (bandiera)      | C     | Gloria Vian         | 1989 | 189  |  | (cap.)      |
| 32 | Stati Uniti (bandiera) | AC    | Samantha Ostarello  | 1991 | 189  |  |             |
| 33 | Stati Uniti (bandiera) | G     | Amber Orrange       | 1993 | 173  |  |             |

## Mercato
La società ha rinnovato completamente il roster, effettuando i seguenti trasferimenti:
| Acquisti | Acquisti            | Acquisti            | Acquisti   |
| R.       | Nome                | da                  | Modalità   |
| -------- | ------------------- | ------------------- | ---------- |
| P        | Sofia Vespignani    | Magika              | definitivo |
| G        | Martina Capoferri   | B.T. Crema          | definitivo |
| A        | Silvia Ciarciaglini | Yale Pescara        | definitivo |
| AC       | Giuditta Nicolodi   | Ginn. Triestina     | definitivo |
| AC       | Federica Tognalini  | GEAS                | definitivo |
| A        | Sara Crudo          | Basket Parma        | definitivo |
| P        | Rae Lin D'Alie      | Libertas Bologna    | definitivo |
| A        | Irene Cigliani      | Libertas Bologna    | definitivo |
| AC       | Jomanda Rosier      | Bonfiglioli Ferrara | definitivo |
| C        | Gloria Vian         | Libertas Bologna    | definitivo |
| AC       | Samantha Ostarello  | Kara Trutnov        | definitivo |
| G        | Amber Orrange       | Stanford Cardinal   | definitivo |

| Cessioni | Cessioni                   | Cessioni             | Cessioni       |
| R.       | Nome                       | a                    | Modalità       |
| -------- | -------------------------- | -------------------- | -------------- |
| C        | Martina Bestagno           | Famila Schio         | fine contratto |
| P        | Francesca Zara             | Basket Parma         | fine contratto |
| C        | Emiligrazia Nako Moni Luma | Bonfiglioli Ferrara  | fine contratto |
| A        | Tanja Ćirov                | ZKK Student Nis      | fine contratto |
| A        | Eleonora Zanetti           | Virtus Basket Ariano | fine contratto |
| G        | Rosa Cupido                | Virtus Basket Ariano | fine contratto |
| G        | Greta Brunelli             | Stabia Basket        | fine contratto |
| A        | Uju Ugoka                  | Basket Parma         | fine contratto |
| A        | Lorena Venzo               | -                    | fine contratto |

## Risultati

### Campionato

#### Girone di andata
| Napoli 4 ottobre 2015, ore 12:00 CEST 1ª giornata | Vigarano | 41 – 68 (14-14; 23-37; 33-55) referto | Pall. Torino | PalaVesuvio |

| Napoli 11 ottobre 2015, ore 18:00 CEST 2ª giornata | Dike Napoli | 79 – 67 (27-25; 41-49; 63-62) referto | Vigarano | PalaVesuvio |

| Vigarano Mainarda 18 ottobre 2015, ore 18:00 CEST 3ª giornata | Vigarano | 59 – 85 (22-26; 32-45; 50-69) referto | Le Mura Lucca | PalaVigarano |

| Ragusa 25 ottobre 2015, ore 18:00 CET 4ª giornata | Eirene Ragusa | 87 – 45 (23-12; 47-19; 60-36) referto | Vigarano | PalaMinardi |

| Vigarano Mainarda 1º novembre 2015, ore 18:00 CET 5ª giornata | Vigarano | 50 – 53 (20-12; 35-30; 39-45) referto | San Martino | PalaVigarano |

| Umbertide 8 novembre 2015, ore 18:00 CET 6ª giornata | Umbertide | 56 – 44 (11-10; 28-15; 42-32) referto | Vigarano | PalaMorandi |

| Vigarano Mainarda 14 novembre 2015, ore 20:30 CET 7ª giornata | Vigarano | 79 – 82 (d.2t.s.) (20-15; 36-32; 48-46; 57-57; 65-65) referto | PB63 Battipaglia | PalaVigarano |

| Vigarano Mainarda 29 novembre 2015, ore 18:00 CET 8ª giornata | Vigarano | 47 – 83 (10-15; 23-42; 32-60) referto | Famila Schio | PalaVigarano |

| Porano 6 dicembre 2015, ore 18:00 CET 9ª giornata | Azzurra Orvieto | 62 – 69 (14-16; 29-33; 45-47) referto | Vigarano | Palazzetto dello Sport |

| Vigarano Mainarda 13 dicembre 2015, ore 18:00 CET 10ª giornata | Vigarano | 64 – 51 (22-8; 38-27; 56-38) referto | CUS Cagliari | PalaVigarano |

| Sesto San Giovanni 19 dicembre 2015, ore 20:30 CET 11ª giornata | GEAS | 78 – 63 (17-17; 35-36; 55-51) referto | Vigarano | PalaCarzaniga |

| Arbitri: | Marco Marton (Conegliano) Valentina Del Monaco (Caserta) Umberto Tallon (Bologna) |

|                        |          |                |
| Fontenette 14          | Punti    | 18 Ostarello   |
| C. Dotto 5             | Assist   | 3 D'Alie, Vian |
| Christmas, Růžičková 7 | Rimbalzi | 13 Ostarello   |

| Arbitri: | Luca Bonfante (Lonigo) Jacopo Pazzaglia (Pesaro) Francesco Meneghini (Thiene) |

|              |          |          |
| Ostarello 20 | Punti    | 19 Ugoka |
| D'Alie 5     | Assist   | 3 Zara   |
| Ostarello 19 | Rimbalzi | 23 Ugoka |

#### Girone di ritorno
| Arbitri: | Roberto Materdomini (Grottaglie) Damiano Capozziello (Brindisi) Christian Mottola (Taranto) |

|              |          |             |
| Tognalini 18 | Punti    | 29 Anderson |
| Orrange 5    | Assist   | 4 Sōtīriou  |
| Ostarello 17 | Rimbalzi | 11 Sōtīriou |

| Arbitri: | Paolo Lestingi (Anzio) Silvia Marziali (Roma) Alessio Sansone (Aprilia) |

|                           |          |            |
| Tognalini 22 Ostarello 20 | Punti    | 20 Burdick |
| Ostarello 6               | Assist   | 5 Quinn    |
| Ostarello 12 Tognalini 10 | Rimbalzi | 10 Burdick |

| Arbitri: | Andrea Masi (Firenze) Angela Rita Castiglione (Palermo) Diletta Bandinelli (Murlo) |

|           |          |            |
| Harmon 22 | Punti    | 17 Orrange |
| Dotto 4   | Assist   |            |
| Harmon 12 | Rimbalzi | 6 Crudo    |

| Arbitri: | Davide Scudiero (Milano) Andrea Agostino Chersicla (Oggiono) Veronica Restuccia (Bologna) |

|                       |          |            |
| Orrange 20            | Punti    | 30 Brunson |
| Crudo, D'Alie, Vian 3 | Assist   | 4 González |
| Ostarello 12          | Rimbalzi | 8 Brunson  |

| San Martino di Lupari 7 febbraio 2016, ore 18:00 CET 18ª giornata | San Martino | 84 – 52 (22-9; 48-21; 67-28) referto | Vigarano | Palazzetto dello Sport |

| Vigarano Mainarda 28 febbraio 2016, ore 20:00 CET 19ª giornata | Vigarano | 50 – 63 (7-15; 23-34; 39-50) referto | Umbertide | PalaVigarano |

| Battipaglia 2 marzo 2016, ore 20:30 CET 20ª giornata | PB63 Battipaglia | 76 – 52 (17-15; 35-24; 50-37) referto | Vigarano | PalaZauli |

| Schio 5 marzo 2016, ore 19:00 CET 21ª giornata | Famila Schio | 84 – 71 (22-14; 49-37; 69-57) referto | Vigarano | Palasport Livio Romare |

| Vigarano Mainarda 14 marzo 2016, ore 20:45 CET 22ª giornata | Vigarano | 59 – 55 (d.1t.s.) (21-16; 31-27; 38-44; 51-51) referto | Azzurra Orvieto | PalaVigarano |

| Cagliari 20 marzo 2016, ore 18:00 CET 23ª giornata | CUS Cagliari | 57 – 61 (15-16; 33-26; 47-47) referto | Vigarano | PalaCus |

| Vigarano Mainarda 26 marzo 2016, ore 20:30 CET 24ª giornata | Vigarano | 66 – 50 (9-12; 24-26; 49-38) referto | GEAS | PalaVigarano |

| Vigarano Mainarda 10 febbraio 2016, ore 20:30 CET 25ª giornata | Vigarano | 44 – 73 (17-17; 21-37; 33-53) referto | Reyer Venezia | PalaVigarano |

| Parma 10 aprile 2016, ore 18:00 CEST 26ª giornata | Basket Parma | 65 – 70 (24-19; 41-34; 46-54) referto | Vigarano | PalaCiti |

#### Play-off
| Arbitri: | Andrea Bongiorni (Pisa) Leonardo Solfanelli (Livorno) Diletta Bandinelli (Murlo) |

|              |          |          |
| Orrange 24   | Punti    | 19 Clark |
| Ostarello 5  | Assist   | 5 Zara   |
| Ostarello 11 | Rimbalzi | 16 Ugoka |

| Arbitri: | Guido Giovannetti (Terni) Anna Rosa Nocera (Catanzaro) Alessio Dionisi (Fabriano) |

|                    |          |             |
| Clark 28           | Punti    | 19 Orrange  |
| Zara 5             | Assist   |             |
| De Pretto, Ugoka 8 | Rimbalzi | 8 Ostarello |

## Statistiche

### Statistiche di squadra
| Competizione | Punti | In casa | In casa | In casa | In casa | In casa | In trasferta | In trasferta | In trasferta | In trasferta | In trasferta | Totale | Totale | Totale | Totale | Totale | Totale |
| Competizione | Punti | G       | V       | P       | Ptf     | Pts     | G            | V            | P            | Ptf          | Pts          | G      | V      | P      | Ptf    | Pts    | Diff.  |
| ------------ | ----- | ------- | ------- | ------- | ------- | ------- | ------------ | ------------ | ------------ | ------------ | ------------ | ------ | ------ | ------ | ------ | ------ | ------ |
| Serie A1     | 18    | 14      | 6       | 8       | 853     | 934     | 12           | 3            | 9            | 694          | 868          | 26     | 9      | 17     | 1547   | 1802   | -255   |
| Play-off     |       | 1       | 1       | 0       | 77      | 72      | 1            | 0            | 1            | 66           | 89           | 2      | 1      | 1      | 143    | 161    | -18    |
| Totale       | 18    | 15      | 7       | 8       | 930     | 1006    | 13           | 3            | 10           | 760          | 957          | 28     | 10     | 18     | 1690   | 1963   | -273   |

### Statistiche delle giocatrici
Totale: campionato e play-off
| Giocatrice          | Partite | Partite | Partite | Pun | Min. | Falli | Falli | Tiri da 2 | Tiri da 2 | Tiri da 2 | Tiri da 3 | Tiri da 3 | Tiri da 3 | Tiri Liberi | Tiri Liberi | Tiri Liberi | Rimbalzi | Rimbalzi | Rimbalzi | Stopp. | Stopp. | Palle | Palle | Ass | Val. | Val.  | A+dP |
| Giocatrice          | Pr      | PG      | SF      | Pun | Min. | C     | S     | R         | T         | %         | R         | T         | %         | R           | T           | %           | O        | D        | T        | D      | S      | P     | R     | Ass | Lega | OER   | A+dP |
| ------------------- | ------- | ------- | ------- | --- | ---- | ----- | ----- | --------- | --------- | --------- | --------- | --------- | --------- | ----------- | ----------- | ----------- | -------- | -------- | -------- | ------ | ------ | ----- | ----- | --- | ---- | ----- | ---- |
| Amber Orrange       | 28      | 28      | 27      | 333 | 852  | 57    | 69    | 111       | 238       | 46,6      | 20        | 81        | 24,7      | 51          | 66          | 77,3        | 48       | 99       | 147      | 5      | 6      | 60    | 63    | 42  | 333  | 71,61 | 45   |
| Samantha Ostarello  | 27      | 25      | 25      | 326 | 783  | 80    | 75    | 111       | 279       | 39,8      | 11        | 43        | 25,6      | 71          | 100         | 71,0        | 93       | 166      | 259      | 28     | 12     | 86    | 42    | 37  | 360  | 63,78 | -7   |
| Federica Tognalini  | 28      | 28      | 23      | 234 | 727  | 84    | 79    | 79        | 169       | 46,7      | 15        | 53        | 28,3      | 31          | 51          | 60,8        | 50       | 113      | 163      | 9      | 7      | 67    | 44    | 24  | 247  | 71,82 | 1    |
| Sara Crudo          | 28      | 28      | 27      | 234 | 747  | 61    | 67    | 58        | 150       | 38,7      | 24        | 88        | 27,3      | 46          | 67          | 68,7        | 26       | 80       | 106      | 5      | 5      | 59    | 40    | 36  | 186  | 66,75 | 17   |
| Rae Lin D'Alie      | 28      | 28      | 27      | 230 | 862  | 84    | 70    | 62        | 152       | 40,8      | 23        | 78        | 29,5      | 37          | 55          | 67,3        | 37       | 97       | 134      | 4      | 11     | 86    | 64    | 68  | 226  | 67,39 | 46   |
| Gloria Vian         | 28      | 28      | 4       | 103 | 496  | 64    | 8     | 44        | 115       | 38,3      | 3         | 24        | 12,5      | 6           | 6           | 100,0       | 17       | 40       | 57       | 2      | 2      | 36    | 11    | 19  | 6    | 51,57 | -6   |
| Irene Cigliani      | 28      | 26      | 1       | 80  | 395  | 17    | 13    | 8         | 24        | 33,3      | 19        | 68        | 27,9      | 7           | 11          | 63,6        | 6        | 19       | 25       |        | 2      | 5     | 5     | 9   | 39   | 42,57 | 9    |
| Giuditta Nicolodi   | 28      | 17      | 6       | 53  | 264  | 30    | 26    | 15        | 47        | 31,9      | 1         | 8         | 12,5      | 20          | 27          | 74,1        | 14       | 32       | 46       | 2      | 4      | 24    | 12    | 5   | 40   | 35,04 | -7   |
| Sofia Vespignani    | 28      | 28      |         | 47  | 308  | 42    | 34    | 8         | 34        | 23,5      | 5         | 17        | 29,4      | 16          | 20          | 80,0        | 7        | 16       | 23       |        | 6      | 30    | 23    | 7   | 14   | 43,61 |      |
| Martina Capoferri   | 26      | 19      |         | 41  | 185  | 29    | 5     | 6         | 19        | 31,6      | 9         | 25        | 36,0      | 2           | 4           | 50,0        | 2        | 7        | 9        | 1      | 1      | 12    | 3     | 2   | -12  | 43,73 | -7   |
| Jomanda Rosier      | 22      | 6       |         | 9   | 52   | 1     |       | 1         | 1         | 100,0     | 2         | 4         | 50,0      | 1           | 2           | 50,0        |          | 7        | 7        |        |        | 1     | 4     | 4   | 19   | 17,41 | 7    |
| Silvia Ciarciaglini | 28      | 2       |         |     | 4    |       | 1     |           |           |           |           |           |           |             |             |             |          |          |          |        |        |       |       |     |      | 0,00  |      |